# Isoetes creussensis
Isoetes creussensis är en kärlväxtart som beskrevs av Lazare och S.Riba. Isoetes creussensis ingår i släktet braxengräs, och familjen Isoetaceae. Inga underarter finns listade i Catalogue of Life.